# Eragrostis humidicola
Eragrostis humidicola är en gräsart som beskrevs av Diana Margaret Napper. Eragrostis humidicola ingår i släktet kärleksgrässläktet, och familjen gräs. Inga underarter finns listade i Catalogue of Life.